# Tjemdalsk
Tjemdalsk (ryska: Чемдальск) är en by i Ryssland. Den ligger i Krasnojarsk kraj, i den östra delen av landet, ca 3 767 km öster om huvudstaden Moskva. Chemdal'sk ligger 292 meter över havet.